# Syrphoctonus haemorrhoidalis
Syrphoctonus haemorrhoidalis är en stekelart som först beskrevs av Szepligeti 1898.  Syrphoctonus haemorrhoidalis ingår i släktet Syrphoctonus och familjen brokparasitsteklar. Inga underarter finns listade i Catalogue of Life.